# Лутолд (Моравия)
Лутолд или Литолд (на чешки: Litold znojemský; на немски: Lutold von Znaim, Litold, Litolda, Ludolf, Lutolf; на латински: Lutoldus Znoyemsis; † 15 март 1112) от династията Пршемисловци, е 1. княз на Княжество Зноймо (Znojemský úděl), херцог на Моравия между 1092 и 1112 г.

## Биография
Той е син на бохемския херцог Конрад I (1035 – 1092) и на Вирпирка фон Тенглинг. Брат му Олдрих (или Улрих, † 1115) e принц на Бърно. Внук е на херцог Бретислав I.
Лутолд се жени за Ида († 1115) от род Бабенберги, дъщеря на австрийския маркграф Леополд II и съпругата му Ида от Форнбах-Рателнберг. Тя е сестра на Леополд III Свети (1073 – 1136), маркграф на Австрия от 1095 г.
Баща му е последван от племенника му Бржетислав II, чийто брат Борживой II е женен от 1100 г. за Герберга Бабенберг, дъщеря на австрийския маркграф Леополд II.
Лутолд води от замък Рааб грабежни походи против Борживой II. Когато войската на Леополд обсажда замъка той го напуска и е изгонен през 1093 г. По-късно Лутолд и брат му Улрих получават от Хайнрих IV разрешение да се върнат в Моравия. По-късно Лутолд получава обратно Княжество Зноймо от Борживой II. Въпреки това от 1107 до 1109 г. той помага на Святополк II при успешния заговор против Борживой II.
Лутолд умира през 1112 г. и неговият брат Улрих получава княжеството Зноймо. Лутолд е погребан вероятно, както брат му Улрих, в основания от тях през 1109 г. бенедиктански манастир в Тршебич.

## Деца
Лутолд е баща на:
- Конрад II от Зноймо, херцог на Моравия от 1125 до 1123 и от 1128 до смъртта му през 1170 г.